# François Sérvanin
François Sérvanin (ur. 20 września 1941) – francuski kierowca wyścigowy.

## Kariera
Sérvanin rozpoczął karierę w międzynarodowych wyścigach samochodowych w 1980 roku od startów w World Challenge for Endurance Drivers oraz w Procar BMW M1. Nie zdobywał jednak punktów. W późniejszych latach Francuz pojawiał się także w stawce German Racing Championship, World Championship for Drivers and Makes, 24-godzinnego wyścigu Le Mans oraz FIA World Endurance Championship.